# 升月亭居山
升月亭居山（しょうげつてい きょざん、1826年 - 1897年）は、江戸時代後期に活躍した俳人である。

## 出自および生涯について
小野田村（現船橋市小野田町）出身。小野田村の名主である角頼善兵衛の子供として産まれ、21歳の時、八木が谷の湯浅家の養子となり、八木が谷の名主湯浅藤右衛門と近縁である湯浅八郎左衛門の家督を相続し、その名を与えられた。1862(文久2)年、湯浅家に近接する長福寺において私塾を開いた。現在、長福寺には升月亭居山の追悼歌碑が設置されている。

## 作品
升月亭居山『俳諧百吟逸趣』(1896.4 鶯亭金升 編著)